# Carl Zeiss AG
Carl Zeiss AG (/zaɪs/ ZYSE, tiếng Đức: [kaʁl ˈtsaɪs]), dưới thương hiệu ZEISS, là nhà sản xuất hệ thống quang học và quang điện tử của Đức, được thành lập tại Jena, Đức vào năm 1846 bởi chuyên gia quang học Carl Zeiss. Cùng với Ernst Abbe (gia nhập năm 1866) và Otto Schott (gia nhập năm 1884), ông đã đặt nền móng cho công ty đa quốc gia ngày nay.
Công ty hiện tại nổi lên từ việc hợp nhất của các công ty Carl Zeiss ở Đông và Tây Đức với giai đoạn hợp nhất vào những năm 1990.
ZEISS hoạt động trong bốn phân khúc kinh doanh với doanh thu xấp xỉ nhau (Nghiên cứu và Chất lượng Công nghiệp, Công nghệ Y tế, Thị trường Tiêu dùng và Công nghệ Sản xuất Chất bán dẫn) tại gần 50 quốc gia, có 30 địa điểm sản xuất và khoảng 25 địa điểm phát triển trên toàn thế giới.
Carl Zeiss AG là công ty nắm giữ tất cả các công ty con trong Zeiss Group, trong đó Carl Zeiss Meditec AG là công ty duy nhất được giao dịch trên v.
Carl Zeiss AG thuộc sở hữu của tổ chức Carl-Zeiss-Stiftung. Tập đoàn Zeiss có trụ sở chính ở miền nam nước Đức, tại thị trấn nhỏ Oberkochen, Jena là địa điểm thành lập và lớn thứ hai ở miền đông nước Đức. Cũng do Carl-Zeiss-Stiftung kiểm soát là nhà sản xuất thủy tinh Schott AG, có trụ sở tại Mainz và Jena. Carl Zeiss là một trong những nhà sản xuất quang học lâu đời nhất còn tồn tại trên thế giới.